# فوغن رودريك
فوغن رودريك (بالإنجليزية: Vaughan Roderick)‏ هو صحفي بريطاني، ولد في 5 يونيو 1957 في كارديف في المملكة المتحدة.